# Società Polisportiva Ars et Labor 1984-1985
Questa pagina raccoglie le informazioni sportive riguardanti la Società Polisportiva Ars et Labor nelle competizioni ufficiali della stagione 1984-1985.

## Stagione
Nella stagione 1984-1985 continuano le ristrettezze economiche, al punto che la società deve cedere il centro di via Copparo, l'impianto voluto da Paolo Mazza alla fine degli anni '60 per far crescere i giovani e monetizzare. La squadra priva di Dario Pighin e Franco Pezzato che hanno dato l'addio al calcio, non decolla e va incontro a grosse difficoltà. 
L'avvio è disastroso, dopo lo (0-3) con il Brescia alla sesta giornata, Giovanni Galeone viene esonerato e sostituito da Giancarlo Danova. L'operazione non porta 
a nulla di buono, la strada indicata da giocatori e tifosi è quella di richiamare Galeone. Così accade, e pur tra tante difficoltà la SPAL arriverà ad una risicata e sofferta salvezza. Saranno i vari Giuseppe De Gradi, Stefano Ferretti, Elio Gustinetti, Giuseppe Pregnolato e Carlo Bresciani, lo zoccolo duro di mister Galeone, a trascinare il gruppo.
Nella Coppa Italia nazionale la SPAL viene inserita nel secondo girone di qualificazione a sei squadre, disputato prima del campionato, si piazza ultima ottenendo 2 pareggi e tre sconfitte, si qualificano Inter e Pisa. Nella Coppa Italia di Serie C la Spal entra ai sedicesimi ed elimina la Centese ai calci di rigore (17-16), poi negli ottavi di finale cede nel doppio confronto con l'Ancona.

## Rosa
| N. |                     | Ruolo | Calciatore            |
| -- | ------------------- | ----- | --------------------- |
|    | Italia (bandiera)   | D     | Riccardo Angelini     |
|    | Italia (bandiera)   | C     | Alessandro Baiesi     |
|    | Italia (bandiera)   | A     | Carlo Bresciani       |
|    | Italia (bandiera)   | C     | Giuliano Luca Burgato |
|    | Italia (bandiera)   | A     | Antonio Capone        |
|    | Italia (bandiera)   | A     | Nicola Cavestro       |
|    | Italia (bandiera)   | P     | Riccardo Cervellati   |
|    | Italia (bandiera)   | C     | Giuseppe De Gradi     |
|    | Svizzera (bandiera) | D     | Ercole D'Eustacchio   |
|    | Italia (bandiera)   | P     | Paolo De Toffol       |
|    | Italia (bandiera)   | C     | Stefano Ferretti      |
|    | Italia (bandiera)   | D     | Fabio Fraschetti      |

| N. |                   | Ruolo | Calciatore            |
| -- | ----------------- | ----- | --------------------- |
|    | Italia (bandiera) | C     | Maurizio Guarriento   |
|    | Italia (bandiera) | D     | Viviano Guida         |
|    | Italia (bandiera) | C     | Elio Gustinetti       |
|    | Italia (bandiera) | C     | Vincenzo Lamia Caputo |
|    | Italia (bandiera) | C     | Paolo Peressotti      |
|    | Italia (bandiera) | C     | Andrea Polmonari      |
|    | Italia (bandiera) | C     | Giuseppe Pregnolato   |
|    | Italia (bandiera) | A     | Danilo Tessari        |
|    | Italia (bandiera) | A     | Maurizio Trombetta    |
|    | Italia (bandiera) | C     | Diego Turola          |
|    | Italia (bandiera) | D     | Alessandro Zagano     |
|    | Italia (bandiera) | P     | Alessandro Zaninelli  |

## Risultati

### Serie C1 (girone A)

#### Girone di andata
| Arbitro: | Di Gennaro (Ercolano) |

|                        |           |                    |
| Mochi 43’ Guidetti 84’ | Marcatori | 31’ (aut.) Mancini |

| Arbitro: | Nicchi (Arezzo) |

|              |           |             |
| De Gradi 28’ | Marcatori | 50’ Ramella |

| Arbitro: | Amendolia (Messina) |

|                                   |           |                            |
| D'Agostino 45’, 63’ Cambiaghi 68’ | Marcatori | 44’ Ferretti 90’ Bresciani |

| Arbitro: | Bailo (Novi Ligure) |

|                             |           |                 |
| Pregnolato 19’ De Gradi 32’ | Marcatori | 63’, 89’ Rondon |

| Arbitro: | Tonon (Conegliano) |

|                      |           |  |
| Cassano 73’ Paci 83’ | Marcatori |  |

| Arbitro: | De Luca (Napoli) |

|  |           |                                   |
|  | Marcatori | 35’ Maragliulo 56’, 90’ Bonometti |

| Arbitro: | Agnelli (Siena) |

|  |           |                     |
|  | Marcatori | 11’ (rig.) De Gradi |

| Arbitro: | Grechi (Milano) |

|               |           |                              |
| Pregnolato 3’ | Marcatori | 37’ Di Stefano 49’ Gasperini |

| Arbitro: | Calabretta (Catanzaro) |

|                    |           |  |
| Buffone 59’ (rig.) | Marcatori |  |

| Arbitro: | Gava (Conegliano) |

|               |           |               |
| Trombetta 57’ | Marcatori | 88’ Garbuglia |

| Arbitro: | Scalcione (Matera) |

|                        |           |  |
| Gabriellini 63’ (rig.) | Marcatori |  |

| Arbitro: | Creati (Acireale) |

|               |           |                     |
| Trombetta 48’ | Marcatori | 26’ Babbi 47’ Pozzi |

| Arbitro: | Satariano (Palermo) |

|                                        |           |                                  |
| De Gradi 20’, 44’ (rig.) Trombetta 32’ | Marcatori | 60’ (rig.) Zerbio 75’ Cacciatori |

| Arbitro: | Cesca (Latisana) |

|                                      |           |  |
| Zannoni 53’ (rig.), 64’ Righetti 82’ | Marcatori |  |

| Arbitro: | Di Gennaro (Ercolano) |

|              |           |  |
| Ferretti 15’ | Marcatori |  |

| Arbitro: | Rosati (Empoli) |

|              |           |              |
| Blangero 84’ | Marcatori | 3’ Bresciani |

| Arbitro: | Agnelli (Siena) |

|                     |           |                  |
| De Gradi 48’ (rig.) | Marcatori | 45’, 89’ Serioli |

#### Girone di ritorno
| Arbitro: | Barbaraci (Cagliari) |

|              |           |  |
| De Gradi 35’ | Marcatori |  |

| Legnano 10 febbraio 1985 19ª giornata | Legnano         | 0 – 0 | SPAL | Stadio di Via Pisacane\| Arbitro: \| Guida (Palermo) \| |
| Arbitro:                              | Guida (Palermo) |       |      |                                                         |

| Ferrara 17 febbraio 1985 20ª giornata | SPAL                | 0 – 0 | Reggiana | Stadio Paolo Mazza\| Arbitro: \| Bailo (Novi Ligure) \| |
| Arbitro:                              | Bailo (Novi Ligure) |       |          |                                                         |

| Arbitro: | Cassi (Pisa) |

|  |           |               |
|  | Marcatori | 16’ Bresciani |

| Arbitro: | Fiorenza (Siena) |

|                  |           |                |
| Lamia Caputo 53’ | Marcatori | 77’ Frezzolini |

| Arbitro: | Amendolia (Messina) |

|               |           |               |
| Torresani 41’ | Marcatori | 15’ Bresciani |

| Arbitro: | Ciaccio (Napoli) |

|              |           |  |
| De Gradi 39’ | Marcatori |  |

| Arbitro: | Acri (Novi Ligure) |

|                                 |           |  |
| Perugi 14’ Garritano 83’ (rig.) | Marcatori |  |

| Arbitro: | Schiavon (Padova) |

|                                                   |           |  |
| Ferretti 17’ L. Rossi 21’ (aut.) Lamia Caputo 41’ | Marcatori |  |

| Arbitro: | Baroni (Macerata) |

|                                     |           |  |
| Vitale 8’ (rig.), 80’ Garbuglia 32’ | Marcatori |  |

| Arbitro: | Gava (Conegliano) |

|               |           |  |
| Bresciani 49’ | Marcatori |  |

| Arbitro: | Betti (Siena) |

|          |           |             |
| Corti 9’ | Marcatori | 7’ De Gradi |

| Arbitro: | Della Rovere (Torino) |

|  |           |                |
|  | Marcatori | 28’ Pregnolato |

| Arbitro: | Cassi (Pisa) |

|                                         |           |             |
| De Gradi 35’ Ferretti 80’ Bresciani 83’ | Marcatori | 71’ Zannoni |

| Arbitro: | De Luca (Napoli) |

|                                  |           |                                   |
| Luccini 3’ Gori 9’ Bartolini 60’ | Marcatori | 35’ (rig.) Bresciani 50’ Ferretti |

| Arbitro: | Amendolia (Messina) |

|                          |           |                            |
| Burgato 27’ Ferretti 69’ | Marcatori | 42’ Tramontano 54’ Profumo |

| Arbitro: | Novi (Pisa) |

|                              |           |  |
| Crialesi 9’ (rig.) Comba 50’ | Marcatori |  |

### Coppa Italia

#### Secondo girone
| Arbitro: | Mattei (Macerata) |

|  |           |                                         |
|  | Marcatori | 27’ Brady 36’ Rummenigge 84’ Mandorlini |

| Bologna 26 agosto 1984 2ª giornata | Bologna           | 0 – 0 | SPAL | Stadio Renato Dall'Ara\| Arbitro: \| Frigerio (Milano) \| |
| Arbitro:                           | Frigerio (Milano) |       |      |                                                           |

| Arbitro: | Baldi (Roma) |

|                |           |  |
| A. Ferroni 83’ | Marcatori |  |

| Arbitro: | Bruschini (Firenze) |

|               |           |            |
| Bresciani 24’ | Marcatori | 9’ Magnini |

| Arbitro: | Magni (Bergamo) |

|                                                    |           |                                                                 |
| Lamia Caputo 14’ Ferretti 25’ Bresciani 81’ (rig.) | Marcatori | 20’ Mariani 47’, 50’ (rig.), 70’ (rig.) Kieft 53’, 86’ Baldieri |

### Coppa Italia

#### Sedicesimi di finale
| Arbitro: | De Santis (Treviso) |

|           |           |             |
| Cleto 56’ | Marcatori | 24’ Tessari |

| Arbitro: | Lo Russo (Milano) |

|               |                        |              |
| Polmonari 16’ | Marcatori              | 58’ Grimaldi |
|               | Tiri di rigore 17 – 16 |              |

#### Ottavi di finale
| Arbitro: | Beschin (Legnago) |

|            |           |  |
| Fiorio 67’ | Marcatori |  |

| Arbitro: | Frattin (Castelfranco Veneto) |

|  |           |              |
|  | Marcatori | 62’ Gaudenzi |